# (10244) Thüringer Wald
(10244) Thüringer Wald ist ein Asteroid des inneren Hauptgürtels. Er wurde am 26. September 1960 von Cornelis Johannes van Houten, Ingrid van Houten-Groeneveld und Tom Gehrels am Palomar-Observatorium (IAU-Code 675) in Kalifornien entdeckt und besitzt einen Durchmesser von gut dreieinhalb Kilometern.
Der Asteroid wurde nach dem thüringischen Mittelgebirge Thüringer Wald benannt.